# A3 (Luxemburg)
L'A3 o autopista A3 coneguda també com l'Autopista de Dudelange (en francès: Autoroute de Dudelange) és una autopista a Luxemburg. Té 13,318 quilòmetres (8,275 milles) de longitud i connecta la Ciutat de Luxemburg, al sud, amb Dudelange. A Dudelange, arriba a la frontera amb França, on es troba amb l'A31, que condueix Metz.

## Descripció
L'A3 va ser inaugurada en tres seccions separades:
- 1978: Cruïlla de Gasperich - Dudelange
- 1981: Dudelange- França, Autopista A31
- 21 de juny de 1995: Hesperange - Cruïlla de Gasperich

## Ruta
| Cruïlles i estructures |                        |     |
| (J1)                   | Hesperange / Gasperich |     |
|                        | Cruïlla de Gasperich   | /   |
| /                      | Berchem serveis        |     |
| (J2)                   | Livange / Bettembourg  |     |
|                        | Cruïlla de Bettembourg |     |
| (J3)                   | Dudelange              |     |
| França                 | Frontera amb França    | A31 |